# Chmatákov Online
Chmatákov online je první česká MMORPG hra, od Petra "Gizma" Roudenského.

## Historie
Chmatákov vznkl v roce 2004 a původně byl vyvíjen jako grafický chat s postavičkami. To je důvodem, proč jsou ve hře místo postav „smajlíci“. V prvních verzích dokonce vyjadřovali emoce. Po doplnění nových možností a funkcí, peněz a prvních dovedností se z Chmatákova stala MMORPG.
Začátkem roku 2005 byla grafika změněna na 2D pohled shora dolů. Na přelomu roku 2005 a 2006 přešel Chmatákov zpět na izometrický pohled.
Na Vánoce 2006 vyšla verze s vylepšeným herním jádrem, které umožňuje například střídání dne a noci, možnost světel apod.
V současnosti (2024) je hra stále provozována jako Chmatákov 2, který je aktuální verzí hry. Oficiální server Chmatákova 1.5 byl ukončen. Tato verze obsahuje nové grafické zpracování některých předmětů a zvířat (tzn. Chobotů). Byly přidány další RPG prvky jako bonusování předmětů, souboje s Bossy ve více hráčích, VIP a mnoho dalšího.
Chmatákov 1.5 se skládal i z neoficiálních serverů, jedním z nejúspěšnějších je ChmatJabko nebo CHportál. Bohužel hra od svých nejlepších let zažila úpadek, který byl způsoben ne tak častým upravováním hry jako tomu bylo dříve. Chmatákov měl svá lepší i horší léta. Dnes se ve světě Chmatákova 2 nachází pouze desítky stálých hráčů.

## Obsah
Nový obyvatel začíná vždy s rybářským prutem, který slouží k lovu ryb. Ryby se dají prodat a za utržené peníze si hráč může kupovat věci potřebné k dalším výdělečným činnostem (např. sekera). Další předměty slouží k boji s NPC, boji s hráči nebo jen na okrasu. Předměty se dají kupovat nebo získávat při dokončení úkolů.
Při některých činnostech se zvyšuje stejnojmenná dovednost, která se pak provádí rychleji či přesněji (např. při těžení kamenů padají kameny častěji).
Hra je navržena tak, aby každý dělal co ho baví nejvíce, avšak musí vyzkoušet všechny aspekty hry, jelikož je vše smysluplně propojeno. Je potřeba plnit úkoly u obchodníků pro získání „bodů dovedností“. Tyto body však ubývají s vylepšováním dovednosti.
Nedílnou součástí Chmatákova jsou souboje jak s NPC tak s lidmi, s lidmi je to ovšem pro radost. Získávat zkušenosti a předměty do úkolů lze pouze zabíjením NPC (slabí "chobotníci" či bossové, na které se musí spojit více hráčů). Tyto zkušenosti pak vylepšují vlastnosti postavy. Naplno vylepšené dovednosti a vlastnosti pak odemykají talenty, které si daný hráč může na určitých místech zapínat a vypínat.
Hra obsahuje statistiky nejlepších hráčů v daných kategoriích.